# Nicole Schilling
Nicole Schilling (* 3. Juli 1974 in Rothenburg ob der Tauber) ist eine Ärztin sowie Sanitätsoffizierin der Luftwaffe der Bundeswehr im Dienstgrad Generaloberstabsarzt und seit dem 4. August 2025 Stellvertreterin des Generalinspekteurs der Bundeswehr im Bundesministerium der Verteidigung in Berlin.

## Militärische Laufbahn

### Ausbildung und erste Verwendungen
Beförderungen
- 1997 Leutnant
- 2001 Stabsarzt
- 2004 Oberstabsarzt
- 2009 Oberfeldarzt
- 2014 Oberstarzt
- 2020 Generalarzt
- 2022 Generalstabsarzt
- 2024 Generaloberstabsarzt

Nicole Schilling trat im Jahr 1993 an der Sanitätsschule der Luftwaffe in Giebelstadt als Sanitätsoffizier-Anwärterin in die Bundeswehr ein. Sie absolvierte die Ausbildung zum Sanitätsoffizier und begann das Studium der Humanmedizin an der Medizinischen Fakultät der Universität Gießen. Ab 2000 war Schilling Assistenzärztin am Bundeswehrkrankenhaus Hamm. 2002 bis 2003 wurde sie als Truppenärztin in der Luftwaffensanitätsstaffel der Flugabwehrraketengruppe 21 in Möhnesee eingesetzt und schloss die Weiterbildung zur Ärztin für Allgemeinmedizin und die Promotion zum Doktor der Medizin ab. Von 2003 bis 2005 war sie Staffelchefin der Luftwaffensanitätsstaffel beim I. Bataillon des Luftwaffenausbildungsregiments 1 in Budel in den Niederlanden.

### Dienst als Stabsoffizier
In der Zeit von 2005 bis 2007 war Schilling Personaldezernentin im Personalamt der Bundeswehr in Köln. Im Anschluss nahm Schilling zwischen 2007 und 2009 an der Führungsakademie der Bundeswehr in Hamburg am 4. streitkräftegemeinsamen Generalstabslehrgang teil und wurde zum Offizier im Generalstabsdienst ausgebildet. Danach wurde sie als Grundsatzdezernentin für die Personalführung der Sanitätsoffiziere im Personalamt der Bundeswehr in Köln eingesetzt, bevor sie 2010 als Personalreferentin in die Abteilung PSZ des Bundesministeriums der Verteidigung in Bonn verwendet wurde. 2012 wechselte sie nach Berlin, wo sie bis Anfang 2014 als Referentin im Büro des Staatssekretärs Stéphane Beemelmans im Bundesministerium der Verteidigung tätig war. In der Folge übernahm sie die Leitung des neu aufgestellten Sekretariats des Steuerungsboards Attraktivität im Bundesministerium der Verteidigung und betrieb dort die Umsetzung der Agenda Attraktivität der Bundesministerin Ursula von der Leyen. Von 2015 bis 2017 war Schilling Chefärztin des Bundeswehrkrankenhauses in Westerstede, bevor sie als Referatsleiterin P I 4, zuständig für die Personalgewinnung der Bundeswehr, in das Bundesministerium der Verteidigung nach Bonn zurückkehrte.

### Dienst als General
Im März 2019 übernahm Schilling die neu geschaffene Aufgabe einer Vizepräsidentin im Bundesamt für das Personalmanagement der Bundeswehr. Dabei übernahm sie im Wesentlichen die Aufgaben von Brigadegeneral Georg Klein, der die im Rahmen der Umgliederung wegfallende Rolle eines Geschäftsführenden Generals innehatte. Im April 2020 wurde Schilling zum Generalarzt befördert. Im Januar 2022 folgte sie Generalmajor Gunter Schneider auf dem Posten des Vizepräsidenten und ständigen Vertreters der Präsidentin. Im Februar 2022 wurde sie dort Generalstabsarzt und damit ranghöchste Soldatin der Bundeswehr. Im Juni 2024 wurde sie zur stellvertretenden Abteilungsleiterin Personal im Bundesministerium der Verteidigung (BMVg) ernannt. Seit dem 1. Oktober 2024 ist sie Abteilungsleiterin Einsatzbereitschaft und Unterstützung Streitkräfte (EBU) im Bundesministerium der Verteidigung. Am 28. November 2024 erfolgte die Beförderung zum Generaloberstabsarzt.
Schilling ist seit dem 4. August 2025 Stellvertreterin des Generalinspekteurs der Bundeswehr.

### Auslandseinsätze
- 2004: Allgemeinmedizinerin im Rettungszentrum und Notfallmedizinerin im Deutschen Einsatzkontingent ISAF, Kundus
- 2004/2005: Kompaniechefin Medevac-Kompanie im Deutschen Einsatzkontingent EUFOR, Feldlager Rajlovac

### Auszeichnungen
- 2004: Einsatzmedaille der Bundeswehr Bronze ISAF Afghanistan
- 2005: Einsatzmedaille der Bundeswehr Bronze EUFOR Bosnien-Herzegowina
- 2009: Ehrenmedaille General von Clausewitz[10] (erste Verleihung an eine Frau)
- 2013: Ehrenkreuz der Bundeswehr in Gold

## Privates
Schilling ist verheiratet und Mutter zweier Kinder. Ihr Vater war Offizier des Truppendienstes der Luftwaffe.